# Eupithecia scalptata
Eupithecia scalptata là một loài bướm đêm trong họ Geometridae.